# Vệ tinh tự nhiên của Haumea

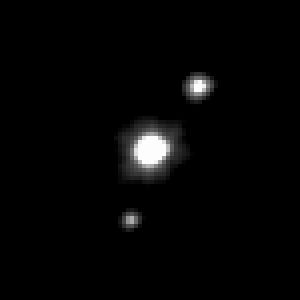
Vệ tinh tự nhiên của Haumea

Hành tinh lùn Haumea có hai vệ tinh tự nhiên được biết, Hiʻiaka và Namaka, đặt theo tên các nữ thần Hawaii. Những vệ tinh này được khám phá vào năm 2005, từ những quan sát của cặp vệ tinh W. M. Keck Observatory tại Hawaii.

## Đặc điểm quỹ đạo

Quỹ đạo của Hiʻiaka (blue) và Namaka (xanh lá cây)

| Thứ tự | Tên (phát âm tiếng Anh) | Tên (phát âm tiếng Anh) | Tên (phát âm tiếng Anh) | Đường kính trung bình (km) | Khối lượng (×1021 kg)             | Bán trục lớn (km) | Chu kỳ quỹ đạo (ngày) | Tâm sai         | Độ nghiên                                    | Ngày khám phá |
| ------ | ----------------------- | ----------------------- | ----------------------- | -------------------------- | --------------------------------- | ----------------- | --------------------- | --------------- | -------------------------------------------- | ------------- |
| 1      | Haumea II               | Namaka                  | /nɑːˈmɑːkə/             | ~170?                      | 0.00179 ± 0.00148 (~0.05% Haumea) | 25657 ± 91        | 18.2783 ± 0.0076      | 0.249 ± 0.015   | 113.013 ± 0.075 (13.41 ± 0.08° from Hiʻiaka) | June 2005     |
| 2      | Haumea I                | Hiʻiaka                 | /hiːʔiːˈɑːkə/           | ~310                       | 0.0179 ± 0.0011 (~0.5% Haumea)    | 49880 ± 198       | 49.462 ± 0.083        | 0.0513 ± 0.0078 | 126.356 ± 0.064°                             | January 2005  |